# Осьминожка (веб-интегратор)
Осьминожка — российская ИТ-компания, веб-интегратор, занимается разработкой веб-ресурсов и внедрением решений Web 3.0.

## История
Компания основана в 2018 году. Обеспечивает полный цикл разработки высоконагруженных IT-продуктов и автоматизации процессов с акцентом на Web 3.0 среду и продуктовый подход для среднего, крупного бизнеса и государства. Основатели — Денис Нагаев и Михаил Шрайбман. Выручка за 2022 год — 18 миллионов рублей.

## Профиль деятельности компании
Основные направления деятельности:
- Веб-разработка;
- Аналитика и проектирование;
- Автоматизация бизнес-процессов;
- UX и дизайн;
- Интеграция (frontend и backend);
- Web 3.0.

## Работы
Компанией запущено более 50 проектов для e-commerce и ритейла, промышленных компаний, фармацевтики, недвижимости и строительства. Среди клиентов компании «Росмэн», «Газпром», «Винета», «Зенит Арена», St Michael, инвестиционная группа «Абсолют», ГК ТСС, «Агрокомплекс Выселковский» и другие.

## Награды
Проекты агентства были отмечены премиями Tagline Awards и Worskace Digital Awards.

## Позиции в рейтингах

### Рейтинг Рунета
| Направление                                                               | 2022 | 2023 |
| ------------------------------------------------------------------------- | ---- | ---- |
| Рейтинг ведущих веб-разработчиков Москвы                                  | 100  | 114  |
| Рейтинг разработчиков сайтов на WordPress                                 | 3    | -    |
| Рейтинг веб-студий, Nuxt.js                                               | -    | 12   |
| Рейтинг агентств по созданию сайтов на Vue.js                             | -    | 47   |
| Рейтинг разработчиков сайтов промышленной тематики                        | -    | 102  |
| Рейтинг разработчиков интернет-магазинов Москвы в среднем сегменте        | -    | 25   |
| Рейтинг разработчиков интернет-магазинов России в среднем сегменте        | -    | 79   |
| Рейтинг разработчиков сайтов образовательной тематики                     | 58   | -    |
| Рейтинг разработчиков сайтов нефтегазовой тематики                        | 68   | -    |
| Рейтинг ведущих веб-разработчиков Москвы                                  | 100  | -    |
| Рейтинг разработчиков интернет-магазинов. Премиум сегмент                 | 67   | -    |
| Рейтинг разработчиков интернет-магазинов на WordPress в премиум-сегменте  | 3    | -    |
| Рейтинг разработчиков интернет-магазинов / / Строительство и ремонт       | 11   | -    |
| Рейтинг разработчиков интернет-магазинов Москвы в премиум-сегменте        | 27   | -    |
| Рейтинг разработчиков интернет-магазинов на 1С-Битрикс в премиум-сегменте | 57   | -    |
| Россия: рейтинг разработчиков интернет-магазинов в премиум-сегменте       | 65   | -    |

## Web 3.0
Компания осваивает в своих проектах современные технологии. Блокчейн, искусственный интеллект, NFT — технологии, используемые в разработке и для организации бизнес-процессов. С их помощью выстраивается система, основанная на принципах безопасности, конфиденциальности и свободы.

## Партнёрство
Компания является партнёром других крупных digital-агентств, таких как Notamedia, Факт, Extyl, AWG, а также РХГПУ им. Строганова.

## Публичные выступления
Руководство компании, Шрайбман Михаил и Нагаев Денис, активно участвуют в мероприятиях IT-индустрии, посвящённых проблемным и дискуссионным вопросам, связанным с деятельностью бизнеса и государства. Наибольшее внимание эксперты посвящают вопросам, связанным с развитием концепции Web 3.0 в России и технологиям, использующимся для работы. На конференциях и форумах компания делится опытом реализации собственных проектов и рассказывает, как для этого можно использовать современные технологии, такие как искусственный интеллект, блокчейн, смарт-контракты, NFT и другие.